# Château de la Douve
Le château de la Douve est un château construit au XIXe siècle dans la commune du Bourg-d'Iré, en Maine-et-Loire.

## Localisation
Le château a été construit sur une hauteur dominant la Verzée et le village du Bourg-d'Iré. Le château se trouve à une altitude de 46 mètres, tandis que la Verzée se situe à une trentaine de mètres à cet endroit. Il se situe le long de la D181 menant à Segré.

## Histoire
Le château se situe dans un ancien fief relevant de la Roche d'Iré. C'est au départ une petite maison seigneuriale, avec une métairie. René Cormier l'acquiert le 2 juillet 1565. Claude Cormier en est propriétaire en 1637, puis le domaine passe en 1672 en héritage à Françoise Cormier, veuve de Jacques Grandet, lieutenant de la Maréchaussée d'Anjou. En 1784, Marie Louis de Goureau de la Blanchardière, propriétaire du domaine, décède. Celui-ci va alors à Etiennette Catherine Françoise Goureau.
Au XIXe siècle, Ambroise Louis Henri de La Forest d'Armaillé (1820-1892) en devient propriétaire, sa grand-mère étant Etiennette Catherine Françoise Goureau. Il se marie le 8 mai 1866 à Gabrielle de Buisseret-Steebecque de Blarenghien. C'est grâce à ce mariage et à l'argent de sa femme qu'il entreprend la construction du château de la Douve.
Henri d'Armaillé fait appel à l'architecte Auguste Bibard pour la construction du château vers 1871-1874. On y adjoint une chapelle vers 1880.
Au XXe siècle, le château est vendu et acquis avant la Seconde Guerre mondiale par la Compagnie des wagons-lits, qui décide de transformer le bâtiment en hôtel-restaurant et y accueillir des colonies de vacances. Vendu, le château est aujourd'hui une propriété privée fermée au public, et est devenu un hôtel de luxe.

## Architecture

Détails de l'édifice
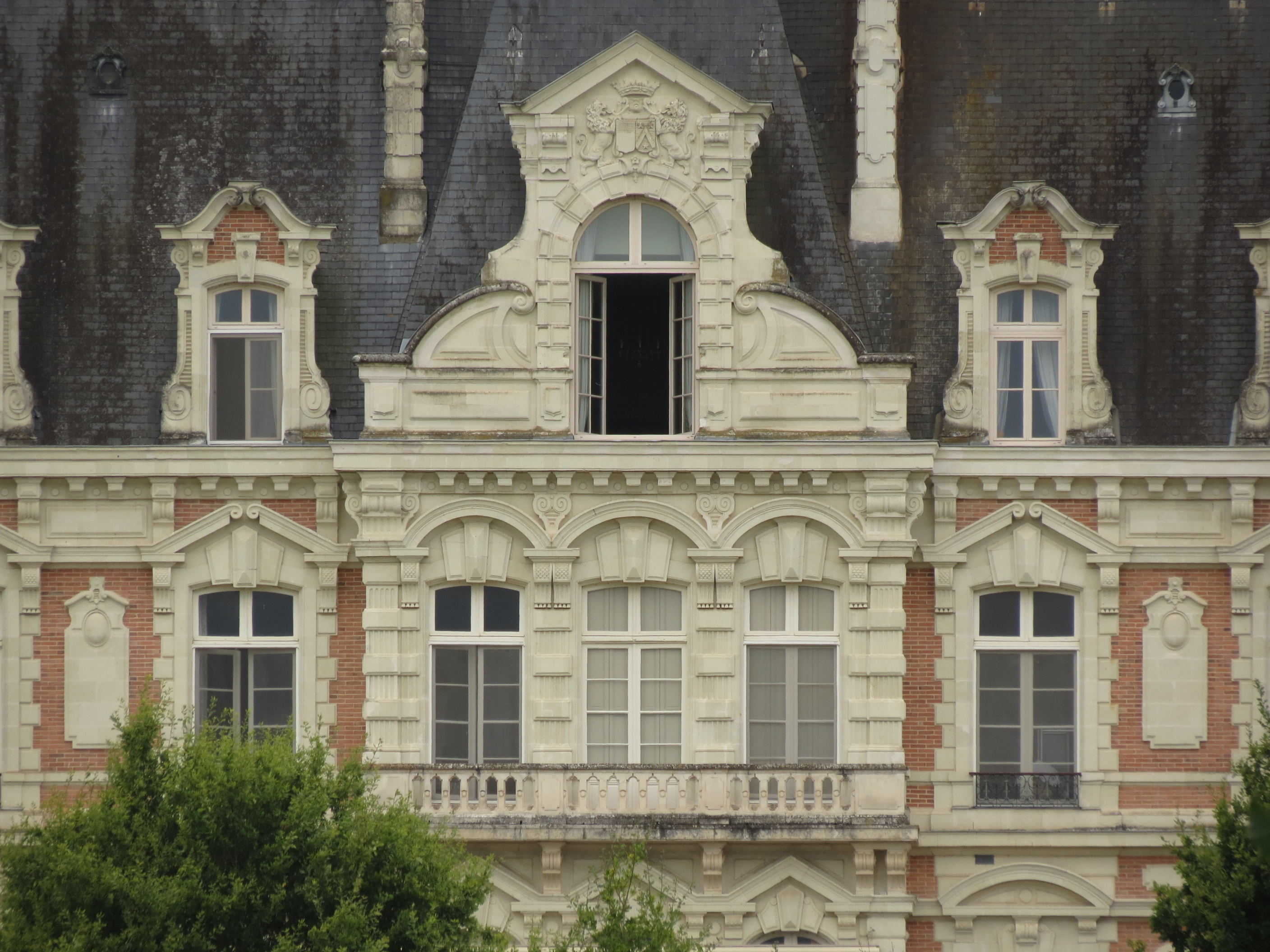
Corps de logis.
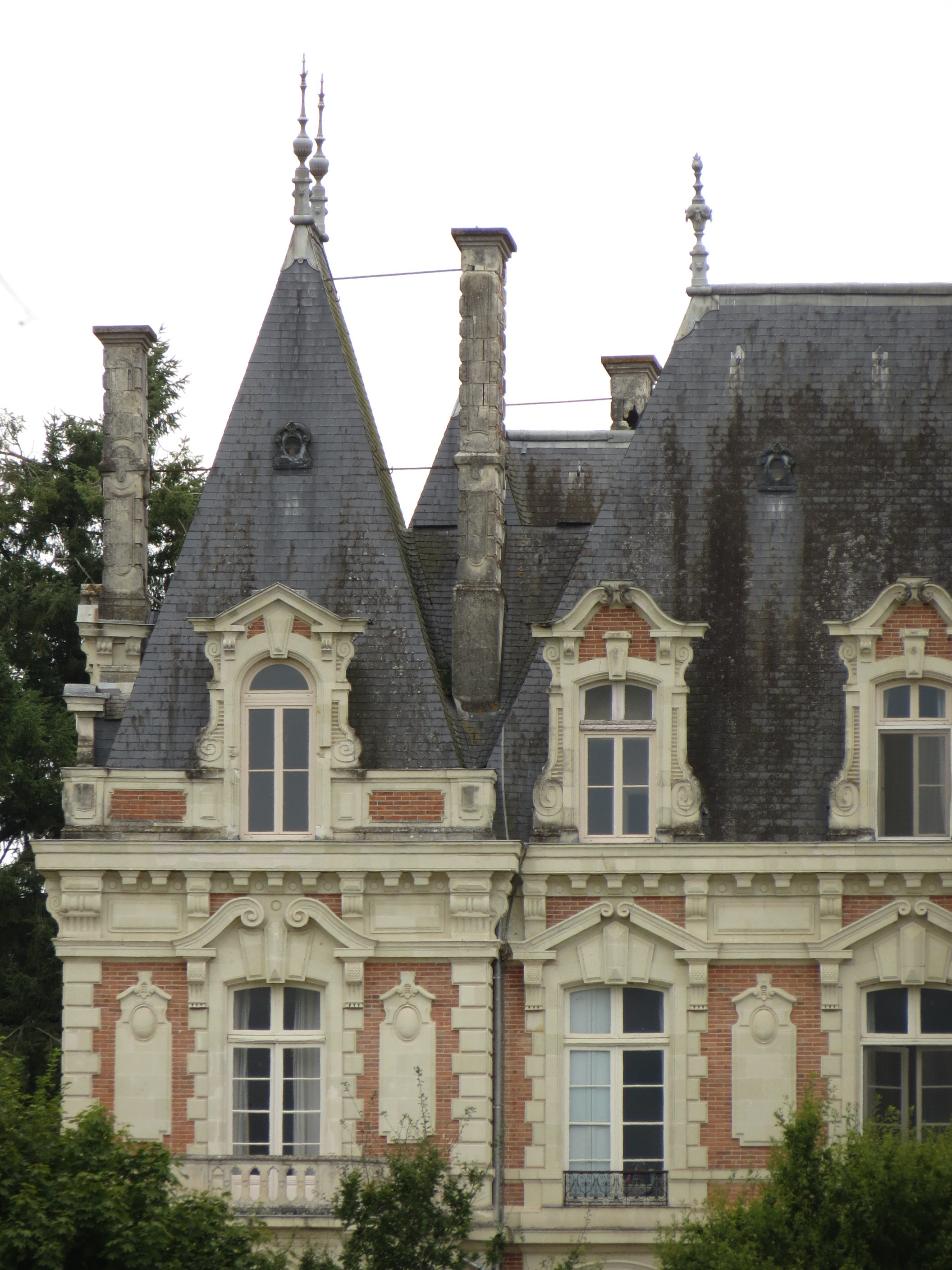
Pavillon et toiture.

## Sources
- Célestin Port, Dictionnaire historique, géographique et biographique de Maine-et-Loire et de l'ancienne province d'Anjou : D-M, t. 2, Angers, H. Siraudeau et Cie, 1978, 2e éd. (BNF 34649310, lire en ligne)